# Famille Nehru-Gandhi

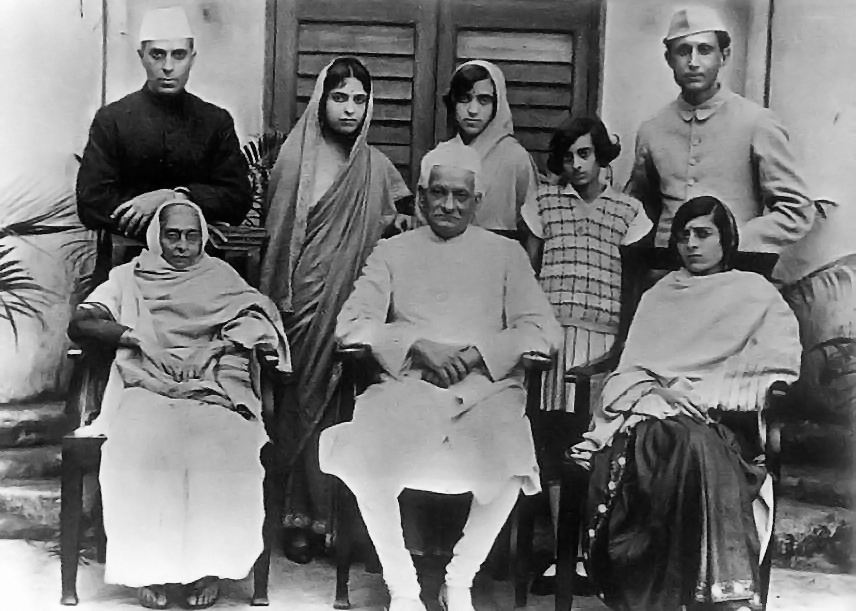
La famille de Motilal Nehru en 1927. Debout, de gauche à droite : Jawaharlal Nehru, Vijaya Lakshmi Pandit, Krishna Hutheesing, Indira Gandhi et Ranjit Pandit ; assis: Swaroop Rani, Motilal Nehru et Kamala Nehru.

La famille Nehru-Gandhi est une lignée politique indienne. De nombreux membres de cette famille ont exercé des rôles majeurs au sein du Congrès national indien pendant le mouvement pour l'indépendance de l'Inde puis dans la République d'Inde.

## Histoire
Les Nehru sont des brahmanes cachemiris originaires du Cachemire, une caste de lettrés dont les compétences ont été  régulièrement utilisées par le pouvoir indien, quel qu'il soit, au cours des siècles. C'est le pouvoir moghol, au début du XVIIIe siècle qui fait venir à Delhi un de leurs ancêtres, Raj Kaul, installé dans la vallée de Srinagar. Quand éclate un siècle et demi plus tard, en 1857, la révolte des Cipayes, son arrière-arrière-petit-fils, Ganga Dhar, fuit avec sa famille à Agra. Le troisième fils de Ganga Dhar, Motilal Nehru, est le fondateur de la lignée des Nehru-Gandhi.
Admis au barreau d'Allahabad, Motilal Nehru entre en politique et devient président du Congrès en 1919, y représentant une tendance modérée. Son propre fils, Jawaharlal Nehru est plus radical sur la volonté d'indépendance et est proche du Mahatma Gandhi. Il devient à son tour président du Congrès, succédant à son père, non pas grâce à l'influence de celui-ci mais grâce à celle de Gandhi.
À l'aboutissement du mouvement pour l'Indépendance en 1947, Jawaharlal Nehru devient le premier Premier ministre de l'Inde. Il le reste jusqu'à sa mort le 27 mai 1964.
Le poste de Premier ministre est ensuite occupé par Gulzarilal Nanda par intérim puis, le 9 juin 1964, Lal Bahadur Shastri est désigné par le Congrès. Shastri meurt d'une crise cardiaque le 11 janvier 1966 et les députés du Congrès désignent à 355 voix contre 155 Indira Gandhi, la fille de Jawaharlal Nehru, qui bénéficie dans l'opinion de la notoriété et de la popularité de son ascendance, plutôt que Morarji Desai.
Indira Gandhi privilégie ensuite une logique familiale, poussant dans un premier temps son fils cadet, Sanjay Gandhi, à lui succéder. Mais celui-ci est confronté à des échecs électoraux de son parti puis meurt dans un accident. Le fils aîné d'Indira Gandhi, Rajiv Gandhi, qui n'avait aucune ambition politique, cède alors aux sollicitations de sa mère et de sa famille. Il est élu dans la circonscription de son frère en 1981 et est nommé secrétaire général du Congrès. En octobre 1984, l'émotion provoquée par l’assassinat de sa mère poussent les membres des instances du parti à mettre en avant son nom et à utiliser à nouveau sa popularité.
Le Congrès remporte les élections de décembre 1984 avec une majorité sans précédent. Rajiv Gandhi perd toutefois le pouvoir en 1989 et lors de la campagne électorale de 1991 son résultat semble incertain aux observateurs. En fin de campagne, le 21 mai 1991, Rajiv est victime d’un attentat suicide des Tigres de libération de l'Îlam tamoul ,.
La veuve de Rajiv, Sonia Gandhi, est sollicitée à son tour par le Congrès mais elle refuse pendant des années, ayant une vraie aversion pour la politique. Ce n'est qu'en mars 1997 qu'elle accepte de devenir membre puis présidente du parti. « J'ai des photos de mon mari et de ma belle-mère dans mon bureau. Chaque fois que je passais devant, je sentais que je manquais à mon devoir, le devoir de cette famille et du pays. Je sentais que je regardais lâchement les choses se détériorer dans le Congrès, parti pour lequel ma belle-mère - et toute la famille -, avait vécu et était morte. C'est là que j'ai pris la décision », explique-t-elle. C'est sous sa férule que le Parti du Congrès remporte, à la surprise générale, et grâce aux voix des populations les plus modestes et les plus rurales, les élections de 2004,,, mais, confrontée à une campagne visant ses origines italiennes, elle cède le poste de Premier ministre à Manmohan Singh.
Le fils de Rajiv et Sonia Gandhi, Rahul Gandhi, est devenu secrétaire général puis vice-président du Congrès en 2013 et a mené la campagne de 2014 du parti. Sa sœur, Priyanka Gandhi, travaille également pour les campagnes du Congrès mais n'a pas, pour l'instant, de rôle de premier plan.
À la différence des familles qui se sont emparées du pouvoir dans d'autres pays, les Nehru-Gandhi ont été respectueux des règles du jeu démocratique indiennes. Ils ont été élus, dans des élections qui n'étaient pas toujours gagnées d'avance. Le pouvoir n'a jamais été acquis au héritiers de cette famille, et certains y sont allés à reculons, sous la pression de l'histoire familiale et les sollicitations fortes de leur parti. Au-delà de la notoriété de la famille Nehru-Gandhi en Inde, si elle semble devenue indispensable à ce parti du Congrès, c'est que ce parti a toujours eu besoin en son sein d'un arbitre incontestable au-dessus de ses factions.

## Arbre généalogique
En gras, les Premiers ministres indiens :
|              |              |              |              |                                                                    |                                                                    |                                                                    |                                                                    |                                                                    |                                                                    |                                             |                                             | Motilal Nehru Président du Congrès (1919-20 et 1928-29)       | Motilal Nehru Président du Congrès (1919-20 et 1928-29)       | Motilal Nehru Président du Congrès (1919-20 et 1928-29)       | Motilal Nehru Président du Congrès (1919-20 et 1928-29)       | Motilal Nehru Président du Congrès (1919-20 et 1928-29)       | Motilal Nehru Président du Congrès (1919-20 et 1928-29)       |                                    |                                    | Swaruprani                         | Swaruprani                         | Swaruprani       | Swaruprani       | Swaruprani            | Swaruprani            |                       |                       |                       |                       |                   |                   |                                   |                                   |                                   |                                   |                                   |                                   |                    |                    |                   |                   |                     |                     |                     |                     |                     |                     |                 |                 |  |  |                 |                 |                 |                 |                 |                 |  |  |
|              |              |              |              |                                                                    |                                                                    |                                                                    |                                                                    |                                                                    |                                                                    |                                             |                                             | Motilal Nehru Président du Congrès (1919-20 et 1928-29)       | Motilal Nehru Président du Congrès (1919-20 et 1928-29)       | Motilal Nehru Président du Congrès (1919-20 et 1928-29)       | Motilal Nehru Président du Congrès (1919-20 et 1928-29)       | Motilal Nehru Président du Congrès (1919-20 et 1928-29)       | Motilal Nehru Président du Congrès (1919-20 et 1928-29)       |                                    |                                    | Swaruprani                         | Swaruprani                         | Swaruprani       | Swaruprani       | Swaruprani            | Swaruprani            |                       |                       |                       |                       |                   |                   |                                   |                                   |                                   |                                   |                                   |                                   |                    |                    |                   |                   |                     |                     |                     |                     |                     |                     |                 |                 |  |  |                 |                 |                 |                 |                 |                 |  |  |
|              |              |              |              |                                                                    |                                                                    |                                                                    |                                                                    |                                                                    |                                                                    |                                             |                                             |                                                               |                                                               |                                                               |                                                               |                                                               |                                                               |                                    |                                    |                                    |                                    |                  |                  |                       |                       |                       |                       |                       |                       |                   |                   |                                   |                                   |                                   |                                   |                                   |                                   |                    |                    |                   |                   |                     |                     |                     |                     |                     |                     |                 |                 |  |  |                 |                 |                 |                 |                 |                 |  |  |
|              |              |              |              |                                                                    |                                                                    |                                                                    |                                                                    |                                                                    |                                                                    |                                             |                                             |                                                               |                                                               |                                                               |                                                               |                                                               |                                                               |                                    |                                    |                                    |                                    |                  |                  |                       |                       |                       |                       |                       |                       |                   |                   |                                   |                                   |                                   |                                   |                                   |                                   |                    |                    |                   |                   |                     |                     |                     |                     |                     |                     |                 |                 |  |  |                 |                 |                 |                 |                 |                 |  |  |
| Kamala Nehru | Kamala Nehru | Kamala Nehru | Kamala Nehru | Kamala Nehru                                                       | Kamala Nehru                                                       |                                                                    |                                                                    | Jawaharlal Nehru Premier ministre (1947-64)                        | Jawaharlal Nehru Premier ministre (1947-64)                        | Jawaharlal Nehru Premier ministre (1947-64) | Jawaharlal Nehru Premier ministre (1947-64) | Jawaharlal Nehru Premier ministre (1947-64)                   | Jawaharlal Nehru Premier ministre (1947-64)                   |                                                               |                                                               | Vijaya Lakshmi Pandit Ambassadrice                            | Vijaya Lakshmi Pandit Ambassadrice                            | Vijaya Lakshmi Pandit Ambassadrice | Vijaya Lakshmi Pandit Ambassadrice | Vijaya Lakshmi Pandit Ambassadrice | Vijaya Lakshmi Pandit Ambassadrice |                  |                  | Ranjit Sitaram Pandit | Ranjit Sitaram Pandit | Ranjit Sitaram Pandit | Ranjit Sitaram Pandit | Ranjit Sitaram Pandit | Ranjit Sitaram Pandit |                   |                   |                                   |                                   | Krishna Hutheesing                | Krishna Hutheesing                | Krishna Hutheesing                | Krishna Hutheesing                | Krishna Hutheesing | Krishna Hutheesing |                   |                   | Gunottam Hutheesing | Gunottam Hutheesing | Gunottam Hutheesing | Gunottam Hutheesing | Gunottam Hutheesing | Gunottam Hutheesing |                 |                 |  |  |                 |                 |                 |                 |                 |                 |  |  |
| Kamala Nehru | Kamala Nehru | Kamala Nehru | Kamala Nehru | Kamala Nehru                                                       | Kamala Nehru                                                       |                                                                    |                                                                    | Jawaharlal Nehru Premier ministre (1947-64)                        | Jawaharlal Nehru Premier ministre (1947-64)                        | Jawaharlal Nehru Premier ministre (1947-64) | Jawaharlal Nehru Premier ministre (1947-64) | Jawaharlal Nehru Premier ministre (1947-64)                   | Jawaharlal Nehru Premier ministre (1947-64)                   |                                                               |                                                               | Vijaya Lakshmi Pandit Ambassadrice                            | Vijaya Lakshmi Pandit Ambassadrice                            | Vijaya Lakshmi Pandit Ambassadrice | Vijaya Lakshmi Pandit Ambassadrice | Vijaya Lakshmi Pandit Ambassadrice | Vijaya Lakshmi Pandit Ambassadrice |                  |                  | Ranjit Sitaram Pandit | Ranjit Sitaram Pandit | Ranjit Sitaram Pandit | Ranjit Sitaram Pandit | Ranjit Sitaram Pandit | Ranjit Sitaram Pandit |                   |                   |                                   |                                   | Krishna Hutheesing                | Krishna Hutheesing                | Krishna Hutheesing                | Krishna Hutheesing                | Krishna Hutheesing | Krishna Hutheesing |                   |                   | Gunottam Hutheesing | Gunottam Hutheesing | Gunottam Hutheesing | Gunottam Hutheesing | Gunottam Hutheesing | Gunottam Hutheesing |                 |                 |  |  |                 |                 |                 |                 |                 |                 |  |  |
|              |              |              |              |                                                                    |                                                                    |                                                                    |                                                                    |                                                                    |                                                                    |                                             |                                             |                                                               |                                                               |                                                               |                                                               |                                                               |                                                               |                                    |                                    |                                    |                                    |                  |                  |                       |                       |                       |                       |                       |                       |                   |                   |                                   |                                   |                                   |                                   |                                   |                                   |                    |                    |                   |                   |                     |                     |                     |                     |                     |                     |                 |                 |  |  |                 |                 |                 |                 |                 |                 |  |  |
|              |              |              |              |                                                                    |                                                                    |                                                                    |                                                                    |                                                                    |                                                                    |                                             |                                             |                                                               |                                                               |                                                               |                                                               |                                                               |                                                               |                                    |                                    |                                    |                                    |                  |                  |                       |                       |                       |                       |                       |                       |                   |                   |                                   |                                   |                                   |                                   |                                   |                                   |                    |                    |                   |                   |                     |                     |                     |                     |                     |                     |                 |                 |  |  |                 |                 |                 |                 |                 |                 |  |  |
|              |              |              |              | Indira Gandhi Première ministre (1966-77 et 1980-84)               | Indira Gandhi Première ministre (1966-77 et 1980-84)               | Indira Gandhi Première ministre (1966-77 et 1980-84)               | Indira Gandhi Première ministre (1966-77 et 1980-84)               | Indira Gandhi Première ministre (1966-77 et 1980-84)               | Indira Gandhi Première ministre (1966-77 et 1980-84)               |                                             |                                             | Feroze Gandhi Député (1952-60)                                | Feroze Gandhi Député (1952-60)                                | Feroze Gandhi Député (1952-60)                                | Feroze Gandhi Député (1952-60)                                | Feroze Gandhi Député (1952-60)                                | Feroze Gandhi Député (1952-60)                                |                                    |                                    | Nayantara Sahgal                   | Nayantara Sahgal                   | Nayantara Sahgal | Nayantara Sahgal | Nayantara Sahgal      | Nayantara Sahgal      |                       |                       | Harsha Hutheesing     | Harsha Hutheesing     | Harsha Hutheesing | Harsha Hutheesing | Harsha Hutheesing                 | Harsha Hutheesing                 |                                   |                                   | Amrita Hutheesing                 | Amrita Hutheesing                 | Amrita Hutheesing  | Amrita Hutheesing  | Amrita Hutheesing | Amrita Hutheesing |                     |                     | Ajit Hutheesing     | Ajit Hutheesing     | Ajit Hutheesing     | Ajit Hutheesing     | Ajit Hutheesing | Ajit Hutheesing |  |  | Helen Armstrong | Helen Armstrong | Helen Armstrong | Helen Armstrong | Helen Armstrong | Helen Armstrong |  |  |
|              |              |              |              | Indira Gandhi Première ministre (1966-77 et 1980-84)               | Indira Gandhi Première ministre (1966-77 et 1980-84)               | Indira Gandhi Première ministre (1966-77 et 1980-84)               | Indira Gandhi Première ministre (1966-77 et 1980-84)               | Indira Gandhi Première ministre (1966-77 et 1980-84)               | Indira Gandhi Première ministre (1966-77 et 1980-84)               |                                             |                                             | Feroze Gandhi Député (1952-60)                                | Feroze Gandhi Député (1952-60)                                | Feroze Gandhi Député (1952-60)                                | Feroze Gandhi Député (1952-60)                                | Feroze Gandhi Député (1952-60)                                | Feroze Gandhi Député (1952-60)                                |                                    |                                    | Nayantara Sahgal                   | Nayantara Sahgal                   | Nayantara Sahgal | Nayantara Sahgal | Nayantara Sahgal      | Nayantara Sahgal      |                       |                       | Harsha Hutheesing     | Harsha Hutheesing     | Harsha Hutheesing | Harsha Hutheesing | Harsha Hutheesing                 | Harsha Hutheesing                 |                                   |                                   | Amrita Hutheesing                 | Amrita Hutheesing                 | Amrita Hutheesing  | Amrita Hutheesing  | Amrita Hutheesing | Amrita Hutheesing |                     |                     | Ajit Hutheesing     | Ajit Hutheesing     | Ajit Hutheesing     | Ajit Hutheesing     | Ajit Hutheesing | Ajit Hutheesing |  |  | Helen Armstrong | Helen Armstrong | Helen Armstrong | Helen Armstrong | Helen Armstrong | Helen Armstrong |  |  |
|              |              |              |              |                                                                    |                                                                    |                                                                    |                                                                    |                                                                    |                                                                    |                                             |                                             |                                                               |                                                               |                                                               |                                                               |                                                               |                                                               |                                    |                                    |                                    |                                    |                  |                  |                       |                       |                       |                       |                       |                       |                   |                   |                                   |                                   |                                   |                                   |                                   |                                   |                    |                    |                   |                   |                     |                     |                     |                     |                     |                     |                 |                 |  |  |                 |                 |                 |                 |                 |                 |  |  |
|              |              |              |              |                                                                    |                                                                    |                                                                    |                                                                    |                                                                    |                                                                    |                                             |                                             |                                                               |                                                               |                                                               |                                                               |                                                               |                                                               |                                    |                                    | Gita Sahgal                        | Gita Sahgal                        | Gita Sahgal      | Gita Sahgal      | Gita Sahgal           | Gita Sahgal           |                       |                       |                       |                       |                   |                   |                                   |                                   |                                   |                                   |                                   |                                   |                    |                    | Ravi Hutheesing   | Ravi Hutheesing   | Ravi Hutheesing     | Ravi Hutheesing     | Ravi Hutheesing     | Ravi Hutheesing     |                     |                     |                 |                 |  |  |                 |                 |                 |                 |                 |                 |  |  |
|              |              |              |              |                                                                    |                                                                    |                                                                    |                                                                    |                                                                    |                                                                    |                                             |                                             |                                                               |                                                               |                                                               |                                                               |                                                               |                                                               |                                    |                                    | Gita Sahgal                        | Gita Sahgal                        | Gita Sahgal      | Gita Sahgal      | Gita Sahgal           | Gita Sahgal           |                       |                       |                       |                       |                   |                   |                                   |                                   |                                   |                                   |                                   |                                   |                    |                    | Ravi Hutheesing   | Ravi Hutheesing   | Ravi Hutheesing     | Ravi Hutheesing     | Ravi Hutheesing     | Ravi Hutheesing     |                     |                     |                 |                 |  |  |                 |                 |                 |                 |                 |                 |  |  |
|              |              |              |              |                                                                    |                                                                    |                                                                    |                                                                    |                                                                    |                                                                    |                                             |                                             |                                                               |                                                               |                                                               |                                                               |                                                               |                                                               |                                    |                                    |                                    |                                    |                  |                  |                       |                       |                       |                       |                       |                       |                   |                   |                                   |                                   |                                   |                                   |                                   |                                   |                    |                    |                   |                   |                     |                     |                     |                     |                     |                     |                 |                 |  |  |                 |                 |                 |                 |                 |                 |  |  |
|              |              |              |              |                                                                    |                                                                    |                                                                    |                                                                    |                                                                    |                                                                    |                                             |                                             |                                                               |                                                               |                                                               |                                                               |                                                               |                                                               |                                    |                                    |                                    |                                    |                  |                  |                       |                       |                       |                       |                       |                       |                   |                   |                                   |                                   |                                   |                                   |                                   |                                   |                    |                    |                   |                   |                     |                     |                     |                     |                     |                     |                 |                 |  |  |                 |                 |                 |                 |                 |                 |  |  |
|              |              |              |              | Rajiv Gandhi Premier ministre (1984-89)                            | Rajiv Gandhi Premier ministre (1984-89)                            | Rajiv Gandhi Premier ministre (1984-89)                            | Rajiv Gandhi Premier ministre (1984-89)                            | Rajiv Gandhi Premier ministre (1984-89)                            | Rajiv Gandhi Premier ministre (1984-89)                            |                                             |                                             | Sonia Gandhi Présidente du Congrès (1998-2017 et depuis 2019) | Sonia Gandhi Présidente du Congrès (1998-2017 et depuis 2019) | Sonia Gandhi Présidente du Congrès (1998-2017 et depuis 2019) | Sonia Gandhi Présidente du Congrès (1998-2017 et depuis 2019) | Sonia Gandhi Présidente du Congrès (1998-2017 et depuis 2019) | Sonia Gandhi Présidente du Congrès (1998-2017 et depuis 2019) |                                    |                                    |                                    |                                    |                  |                  |                       |                       |                       |                       | Sanjay Gandhi         | Sanjay Gandhi         | Sanjay Gandhi     | Sanjay Gandhi     | Sanjay Gandhi                     | Sanjay Gandhi                     |                                   |                                   | Maneka Gandhi                     | Maneka Gandhi                     | Maneka Gandhi      | Maneka Gandhi      | Maneka Gandhi     | Maneka Gandhi     |                     |                     |                     |                     |                     |                     |                 |                 |  |  |                 |                 |                 |                 |                 |                 |  |  |
|              |              |              |              | Rajiv Gandhi Premier ministre (1984-89)                            | Rajiv Gandhi Premier ministre (1984-89)                            | Rajiv Gandhi Premier ministre (1984-89)                            | Rajiv Gandhi Premier ministre (1984-89)                            | Rajiv Gandhi Premier ministre (1984-89)                            | Rajiv Gandhi Premier ministre (1984-89)                            |                                             |                                             | Sonia Gandhi Présidente du Congrès (1998-2017 et depuis 2019) | Sonia Gandhi Présidente du Congrès (1998-2017 et depuis 2019) | Sonia Gandhi Présidente du Congrès (1998-2017 et depuis 2019) | Sonia Gandhi Présidente du Congrès (1998-2017 et depuis 2019) | Sonia Gandhi Présidente du Congrès (1998-2017 et depuis 2019) | Sonia Gandhi Présidente du Congrès (1998-2017 et depuis 2019) |                                    |                                    |                                    |                                    |                  |                  |                       |                       |                       |                       | Sanjay Gandhi         | Sanjay Gandhi         | Sanjay Gandhi     | Sanjay Gandhi     | Sanjay Gandhi                     | Sanjay Gandhi                     |                                   |                                   | Maneka Gandhi                     | Maneka Gandhi                     | Maneka Gandhi      | Maneka Gandhi      | Maneka Gandhi     | Maneka Gandhi     |                     |                     |                     |                     |                     |                     |                 |                 |  |  |                 |                 |                 |                 |                 |                 |  |  |
|              |              |              |              |                                                                    |                                                                    |                                                                    |                                                                    |                                                                    |                                                                    |                                             |                                             |                                                               |                                                               |                                                               |                                                               |                                                               |                                                               |                                    |                                    |                                    |                                    |                  |                  |                       |                       |                       |                       |                       |                       |                   |                   |                                   |                                   |                                   |                                   |                                   |                                   |                    |                    |                   |                   |                     |                     |                     |                     |                     |                     |                 |                 |  |  |                 |                 |                 |                 |                 |                 |  |  |
|              |              |              |              |                                                                    |                                                                    |                                                                    |                                                                    |                                                                    |                                                                    |                                             |                                             |                                                               |                                                               |                                                               |                                                               |                                                               |                                                               |                                    |                                    |                                    |                                    |                  |                  |                       |                       |                       |                       |                       |                       |                   |                   |                                   |                                   |                                   |                                   |                                   |                                   |                    |                    |                   |                   |                     |                     |                     |                     |                     |                     |                 |                 |  |  |                 |                 |                 |                 |                 |                 |  |  |
|              |              |              |              | Rahul Gandhi Député (depuis 2004) Président du Congrès (2017-2019) | Rahul Gandhi Député (depuis 2004) Président du Congrès (2017-2019) | Rahul Gandhi Député (depuis 2004) Président du Congrès (2017-2019) | Rahul Gandhi Député (depuis 2004) Président du Congrès (2017-2019) | Rahul Gandhi Député (depuis 2004) Président du Congrès (2017-2019) | Rahul Gandhi Député (depuis 2004) Président du Congrès (2017-2019) |                                             |                                             | Priyanka Vadra                                                | Priyanka Vadra                                                | Priyanka Vadra                                                | Priyanka Vadra                                                | Priyanka Vadra                                                | Priyanka Vadra                                                |                                    |                                    | Robert Vadra                       | Robert Vadra                       | Robert Vadra     | Robert Vadra     | Robert Vadra          | Robert Vadra          |                       |                       |                       |                       |                   |                   | Varun Gandhi Député (depuis 2009) | Varun Gandhi Député (depuis 2009) | Varun Gandhi Député (depuis 2009) | Varun Gandhi Député (depuis 2009) | Varun Gandhi Député (depuis 2009) | Varun Gandhi Député (depuis 2009) |                    |                    | Yamini Gandhi     | Yamini Gandhi     | Yamini Gandhi       | Yamini Gandhi       | Yamini Gandhi       | Yamini Gandhi       |                     |                     |                 |                 |  |  |                 |                 |                 |                 |                 |                 |  |  |
|              |              |              |              | Rahul Gandhi Député (depuis 2004) Président du Congrès (2017-2019) | Rahul Gandhi Député (depuis 2004) Président du Congrès (2017-2019) | Rahul Gandhi Député (depuis 2004) Président du Congrès (2017-2019) | Rahul Gandhi Député (depuis 2004) Président du Congrès (2017-2019) | Rahul Gandhi Député (depuis 2004) Président du Congrès (2017-2019) | Rahul Gandhi Député (depuis 2004) Président du Congrès (2017-2019) |                                             |                                             | Priyanka Vadra                                                | Priyanka Vadra                                                | Priyanka Vadra                                                | Priyanka Vadra                                                | Priyanka Vadra                                                | Priyanka Vadra                                                |                                    |                                    | Robert Vadra                       | Robert Vadra                       | Robert Vadra     | Robert Vadra     | Robert Vadra          | Robert Vadra          |                       |                       |                       |                       |                   |                   | Varun Gandhi Député (depuis 2009) | Varun Gandhi Député (depuis 2009) | Varun Gandhi Député (depuis 2009) | Varun Gandhi Député (depuis 2009) | Varun Gandhi Député (depuis 2009) | Varun Gandhi Député (depuis 2009) |                    |                    | Yamini Gandhi     | Yamini Gandhi     | Yamini Gandhi       | Yamini Gandhi       | Yamini Gandhi       | Yamini Gandhi       |                     |                     |                 |                 |  |  |                 |                 |                 |                 |                 |                 |  |  |
|              |              |              |              |                                                                    |                                                                    |                                                                    |                                                                    |                                                                    |                                                                    |                                             |                                             |                                                               |                                                               |                                                               |                                                               |                                                               |                                                               |                                    |                                    |                                    |                                    |                  |                  |                       |                       |                       |                       |                       |                       |                   |                   |                                   |                                   |                                   |                                   |                                   |                                   |                    |                    |                   |                   |                     |                     |                     |                     |                     |                     |                 |                 |  |  |                 |                 |                 |                 |                 |                 |  |  |
|              |              |              |              |                                                                    |                                                                    |                                                                    |                                                                    |                                                                    |                                                                    |                                             |                                             |                                                               |                                                               |                                                               |                                                               |                                                               |                                                               |                                    |                                    |                                    |                                    |                  |                  |                       |                       |                       |                       |                       |                       |                   |                   |                                   |                                   |                                   |                                   |                                   |                                   |                    |                    |                   |                   |                     |                     |                     |                     |                     |                     |                 |                 |  |  |                 |                 |                 |                 |                 |                 |  |  |
|              |              |              |              |                                                                    |                                                                    |                                                                    |                                                                    |                                                                    |                                                                    |                                             |                                             | Raihan                                                        | Raihan                                                        | Raihan                                                        | Raihan                                                        | Raihan                                                        | Raihan                                                        |                                    |                                    |                                    |                                    | Miraya           | Miraya           | Miraya                | Miraya                | Miraya                | Miraya                |                       |                       |                   |                   |                                   |                                   |                                   |                                   |                                   |                                   |                    |                    |                   |                   |                     |                     |                     |                     |                     |                     |                 |                 |  |  |                 |                 |                 |                 |                 |                 |  |  |